# District historique de Mendocino and Headlands
Le district historique de Mendocino and Headlands est un district historique américain situé dans le centre-ville de Mendocino, en Californie. Il est inscrit au Registre national des lieux historiques depuis le 14 juillet 1971.